# Врил
Врил је реч из научно-фантастичног романа аутора Едварда Булвера Литона под називом Врил: Енергија расе која долази, објављеног 1870. године. У књизи је Врил описан као облик енергије којим располаже изузетно моћна раса која живи под земљом. Књига је била веома популарна пред крај 19. века због чега је израз Врил ушао у уобичајену употребу као назив за разне врсте „животних еликсира“. Заправо, још увек популарно енглеско пиће Боврил добило је име комбиновањем израза Бовајн и Врил.
Неки читаоци верују да књига описује стварне догађаје због чега се њен садржај често повезује са нацистичким летећим дисковима („Flugscheiben“), КСК летелицама на „Врил“ погон (KSK-Kraftstrahlkanone, летелица наоружана са енергетским топом), са Језуитским „духовним вежбама“ и са Атлантидом.
Прича је можда инспирисала и српског научника Николу Теслу да измисли систем за даљинско управљање. Иако је Тесла порекао ову хипотезу, његов биограф Марк Џ. Саифер тврди да је, с обзиром на тадашњу популарност ове књиге, Тесла највероватније био упознат са њеним садржајем.
„Врил“ се спомиње и у књизи „Хакери“ („Hackers“) аутора Стивена Левија (-{Steven Levy}-), „Хакери“ је књига која описује развој компјутерске културе. У њој је препричана прича аутора Лез Соломона, уредника часописа „Популарна електроника“, која говори о његовом сусрету са домороцима током археолошке експедиције у Колумбији: „Од ових Индијанаца Лез Соломон је научио основне принципе врила, енергије која омогућава померање великих терета са врло мало снаге. Соломон је веровао да је енергија Врил омогућила Египћанима да изграде пирамиде...“, Хакери. pp. 222, пар. 2, Пингвин букс 2001.

## Тајно друштво Врил
Неколико аутора (наведених у даљем тексту) изнело је тврдње да је тајно друштво Врил (Vril Gesellschaft), или Ложа Илумината (Luminous Lodge) било тајно окултистичко друштво које је постојало још у пре-нацистичком Берлину. Берлинско друштво Врил је заправо било унутрашњи круг тајног друштва Тула. Такође се претпоставља да је ово друштво било у блиском контакту са енглеском групом познатом као Херметички ред Златне зоре. До данас није објављен ни један поуздан доказ да је тајно друштво Врил икада постојало.
Постоји само један основни извор информација о друштву Врил, а то је Вили Леј, немачки ракетни научник који је 1933. год. побегао у САД. Године 1947. Леј је објавио чланак под називом „Псеудонаука у Нациленду“. Одмах након описа ариософије, Леј је написао: „Једно од друштава је буквално основано према роману. Ово друштво, за које мислим да се звало „Друштво за истину“ (Waahrheitsgesellschaft) и чија централа се налазила у Берлину, посветило је своје слободно време потрази за Врилом.“
У књизи под називом „Aufbruch ins dritte Jahrtausend: von der Zukunft der phantastischen Vernunft“ од аутора Луиса Пауелса и Жака Бержера, објављеној у Швајцарској, такође се спомиње друштво Врил. Иако информације о овом друштву заузимају око 1/10 од укупног садржаја књиге која се бави разним езотеричним шпекулацијама, аутори нису јасно назначили да ли је овај део књиге фикција или је заснован на проверљивим чињеницама. Нова издања на исту тему, десничарског аутора Јана Уда Холија, познатог под псеудонимом Јан Ван Хелсинг, објављена су током деведесетих година 20. века.
Друштво Врил, како је описано у делима ових аутора, има многе особине које су карактеристичне за теорију завере:
- Тајне господаре
- Бекство Хитлера и других нацистичких званичника из Берлина на Јужни пол
- Летеће тањире, тајне нацистичке изуме и нове облике енергије
- Ванземаљце са Алдебарана

## Детаљне тврдње
Према наведеним ауторима, друштво Врил је основано 1921. год. као „Свенемачко друштво за метафизику“ са задатком да истражи порекло Аријевске расе. Настало је као група женских психичких медијума које је предводио медијум друштва Тула, Марија Оршић (Maria Orsitsch) из Загреба која је тврдила да је наводно ступила у контакт са аријевским ванземаљцима који живе на Алфа Таури у систему Алдебаран. Наводно, ови ванземаљци су у прошлости посетили планету Земљу и населили се у Сумеру. Отуда и назив Врил који је настао од древне сумерске речи „Ври-Ил“ што у преводу значи „божански“. Други медијум је био познат само под именом Зигрун, преузетим из нордијске митологије. Зигрун је заправо била Валкира и једна од девет Вотанових ћерки.
Друштво је наводно организовало вежбе концентрације у циљу побуђивања Врил енергије и организовања свемирског лета (Raumflug) до Алдебарана. Да би то постигло, друштво Врил се удружило са тајним друштвом Тула и са Следбеницима црног камена (DHvSS) како би се финансирао амбициозни програм којим је била предвиђена изградња интер-димензионалне летеће машине базиране на достигнућима из области физике које су члановима друштва пренели ванземаљци са Алдебарана.
Године 1922, год. у Минхену, Тула и Врил су конструисали први немачки летећи диск ЈФМ (Jenseitsflugmaschine) или „Машину са другог света“ која је следеће две године испитивана у ваздушном тунелу. Пројекат чији је вођа био В. О. Шуман (W.O. Schumann) са Техничког универзитета у Минхену, обустављен је 1924. године, а машина је размонтирана и пребачена у Месершмитову фабрику у Аугсбургу, где је ускладиштена за потребе даљег истраживања. На основу овог истраживања, професор Шуман је развио левитациону јединицу коју је назвао Шуман-Минхен или СМ-Левитатор.
Друштво Врил је тврдило да су њихови чланови били Адолф Хитлер, Алфред Розенберг, Хајнрих Химлер, Херман Геринг и Хитлеров лични лекар др. Теодор Морел. Они су првобитно били чланови друштва Тула које се прикључило друштву Врил 1919. године. Национал-социјалистичка радничка партија Немачке (NationalSozialistische Deutsche Arbeiter Partei) формирана је годину дана касније, 1920. год. од стране тајног друштва Тула. Чак је и др. Кон, који је помогао да се дизајнира нацистичка застава био Тулиста.
По доласку Хитлера на власт 1933. год. оба друштва и Врил и Тула су наводно добила средства од државе која су била намењена развоју програма изградње свемирског брода способног за међупланетарне летове, као и израда летелице која би могла да се користи у војне сврхе.
Производња нове серије „Округлих летелица“ или скраћено РФЗ летелица (RFZ-Rundflugzeug) започела је 1937. год. након што је друштво Врил купило земљу у близини Арадо-Бранденбург фабрике авиона. РФЗ дискови 1, 2, 3, 4 и 6 тестирани су у организацији друштва Врил док је друштво Тула имало помоћ специјалног техничког одељења СС познатијег као јединица Е-IV, а које је било задужено за развој нових, алтернативних облика енергије. Тула је радила на развоју засебне летелице на тајној локацији у северно-западној Немачкој која је од 1935. год. била позната само по имену Хаунебург. Током производње, ова летелица је добила назив Хаунебург уређај (H-Gerat) али је назив 1939. год. скраћен на Хаунебу након што је завршен рад на мотору летелице (Triebwerk). Хаунебу I је кратко време имао ознаку РФЗ-5 када је Тула пребацила експериментални центар из Хаунебурга у Арадо-Бранденбург.
Тула Трибверк (Thule Triebwerk) је био револуционарни ЕМГ (електро-магнетно-гравитациони) мотор познат и под називом Тахионатор 7. Користио је модификовани Ханс Колет Магнетстомапарат (гравитациону батерију на слободну енергију) претворен у конвертор који је био упарен са Ван Де Графовим таласним генератором и Марконијевим динамом (ротирајући резервоар напуњен загрејаном живом). Једном активиран, Трибверк је производио снажно електро-магнетно-гравитационо поље које је утицало на гравитацију. Ротирајуће поље је такође покретало динамо, што је доводило до смањења масе на изузетно великом броју обртаја.
Врил је такође 1941. год. развио своју верзију Трибверка под ознаком РФЗ-7 која је касније преименована у Врил-1 Ловац (Vril-1 Jager).
После 1941. године. Хитлер је забранио тајна удружења због чега су Тула и Врил званично припојени СС јединици Е-IV. У овом периоду Врил је постао познат и као „Ланац“ (Die Kette), што се односило на менталну везу између његових чланова. Врил је такође имао везе са Канарисом из Абвера, са Аненербе (СС бироом за окултно) и интензивно је сарађивао са инжењерима из Арада.
И Тула и Врил дискови произвођени су у периоду од 1939. до 1945. године. Тула је произвела серију Хаунебу I-III великих дискова док је Врил био више сконцентрисан на производњу дискова способних за међу-димензионалне летове. До 1944. год. произведен је Врил 7 „Дух“ (Geist), диск способан за међу-димензионалне летове, а такође је изграђен и велики цилиндрични матични свемирски брод дужине 139 m, под називом Андромедин уређај (Andromeda-Gerat).
Специјална јединица Луфтвафе, под називом Специјални биро 13 (Sonderburo), формирана је да би испитала чудне ваздушне феномене изнад Рајха, али је незванично имала задатак да заташка све извештаје о летећим дисковима и летећим цигарама. У децембру 1944. год. немачки пилот који је летео на Ме-262 сусрео се са једним од Андромеда летелица и о томе је известио своје претпостављене. Специјална команда 13 је одмах порекла било какво постојање овакве летелице.
Врил магично око је био митски нацистички уређај за шпијунажу који је наводно развијен 1945. године. Прича се да је инжењер Ролф Енгел, члан Врила развио минијатурни електро-магнетно-гравитациони мотор и уградио га у елипсасто тело од лаког метала величине лубенице. Тело је имало антену за пријем, малу телевизијску камеру, оружје и телескопску руку на чијем крају се налазила још једна камера и микрофон.
Магично око је наводно могло да по потреби нестаје и да се поново појављује. Оваква летелица би имала веома широку војну примену која би обухватала ваздушно извиђање, заштиту подморница и нарочито шпијунажу. Док је главно тело летелице могло да остане невидљиво, телескопска рука је могла да спусти камеру и микрофон у нашу димензију како би прикупила потребне податке.
Почетком 1945. године. Ролф Енгел је наводно спровео лабораторијска испитивања погона за ову летелицу и посветио се проблему минијатуризације телевизијске опреме. У то време немачка ракета Хс-293Д је имала ТВ навођење, а развијени су и први прототипови композитних летелица. Аргус Ас-292, беспилотна мета претворена је у летелицу на даљинско управљање, опремљену камерама. Ове летелице прошле су непримећено од стране Савезника и ни једна није оборена до краја рата. Посебан проблем у развоју Магичног ока представљали су међу-димензијско путовање и невидљивост.
Не постоје докази да је функционални прототип ове летелице икада направљен. Тврдње о способности за међу-димензијско путовање сличне су тврдњама Врила да су постигли могућност међу-димензионалних летова са својим Летећим дисковима и Машином са другог света.
Због брзог напредовања савезника, Врил је планирао пребацивање технологије у базе изван Европе, нарочито у тајну Базу 211 на Антарктику. Поред наведеног, план евакуације предвиђао је и евакуацију медијума на Андромеду путем међу-димензионалних летова. Медијуми су кренули на путовање у марту 1945. год. и од тада им се губи сваки траг.